# Hustjärnen (Lima socken, Dalarna)
Hustjärnen är en sjö i Malung-Sälens kommun i Dalarna och ingår i Dalälvens huvudavrinningsområde.